# Bembidion incognitum
Bembidion incognitum es una especie de escarabajo del género Bembidion, familia Carabidae. Fue descrita científicamente por G. Müller en 1931.
Habita en Austria, Bosnia y Herzegovina, Bulgaria, Francia, Alemania, Italia, Rumania, Eslovenia, Suiza y Ucrania.